# Xanthosoma wendlandii
Xanthosoma wendlandii là một loài thực vật có hoa trong họ Ráy (Araceae). Loài này được (Schott) Standl. miêu tả khoa học đầu tiên năm 1937.